# 마티아
마티아는 천주교에서 열두 사도 중 한 사람이다.
마티아 뜻은 히브리어 마티티아(Mattithiah)에서 유래했으며 ‘하느님의 선물’이란 뜻이다.
사도행전을 보면, 예수 그리스도가 하늘로 올라가고서 예수를 배반한 이스카리옷 유다(가룟 유다)를 제외한 사도 11명과 교우 약 120명이 한 방에 모여 기도했는데 베드로가 “모든 사람의 마음을 아시는 주님, 이 둘 가운데에서 주님께서 뽑으신 한 사람을 가리키시어, 유다가 제 갈 곳으로 가려고 내버린 이 직무, 곧 사도직의 자리를 넘겨받게 해 주십시오”(사도행전 1장 24~25절)"라면서 공석인 사도직을 보충하자고 제안해서 사도는 그 후보자로서 '바르사빠스'라고도 하고 '유스투스'라는 별칭이 있는 요셉과 마티아를 천거했고 기도하고서 제비를 뽑은 결과 마티아가 당첨되어 마지막 사도직을 맡았다.
마티아는 사도로 뽑히고서 곧바로 예루살렘을 떠나 기독교 이외 종교를 믿는 사람들이 사는 여러 나라를 순회하면서 열심히 선교하였다. 전승에 의하면 악숨에서 큰 도끼에 찍혀 죽었다고 한다.
로마 황제인 콘스탄티누스 1세의 모후인 성녀 헬레나는 성지 순례 중에 우연히 마티아의 유골을 발견하고 독일의 트리어 지방으로 옮겼고 후일 1127년 그 유골이 다시 발견되어 베네딕토회 성 마티아 수도원 성당에 다시 안치하였다.